# Квіткарки
«Квіткарки» (пол. Kwiaciarki) — картина польської художниці Ольги Бознанської, написана в 1889 році.
Картина була представлена на виставці Товариства друзів красних мистецтв у Кракові в 1889 році. Більшість пейзажів, які вона намалювала, художниця спостерігала через вікно. Як і багато художників Молодої Польщі, Бознаньська цікавилася мистецтвом Японії. Це проявлялося не лише в тому, що вона зверталася до японського реквізиту у своїх картинах, а й у тому, що переодягалася та фотографувалася в японському костюмі. Це захоплення можна побачити на картині «Квіткарки». За прикладом японських ксилографій художниця створила гармонійну композицію з трьох площин: будівлі, що видніються на задньому плані, вікно та три квіткарки, що сидять перед ним. Поділ ще більше підкреслюється кольором, звуженим у масштабі, приглушеним у глибині та бічних частинах, яскравим та оживленим кольоровими акцентами в центрі композиції. Вплив японського стилю простежується в обрізаній рамі та зачісках квіткарок. Художниця також непомітно розмістила на стіні японські віяла учіва.

## Опис
Картина виконана олією. Знаходиться в колекції Національного музею в Кракові (MNK II-b-1548) та експонується в Галереї польського мистецтва 20 століття, в розділі «Молода Польща». Підпис: Ольга Бознаньська 89.

## Історичне походження
За словами Марціна Буковського з Вроцлава, картина була власністю його родини — вона була подарована художником Яцеку Матусінському, в будинку якого художник жив, і перейшла до пана Буковського у спадок. У 1948 році, під час ліквідації квартири, картина зникла. Її було знайдено в МНК, як власність МНК. (Інформація з картки 1982 року).